# منطقة بينيوف

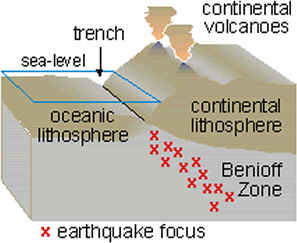
رسم بياني لمنطقة بينيوف الماسح الجيولوجي الأمريكي

منطقة بينيوف (بالإنجليزية: Benioff zone)‏ أو منطقة بينيوف واداتي (بالإنجليزية: Wadati–Benioff zone
)‏، هي منطقة زلزالية مستوية تتوافق مع البلاطة الهابطة في منطقة الاندساس. تنتج الحركة التفاضلية على طول المنطقة العديد من الزلازل، والتي قد تكون بؤرها بعمق يصل إلى حوالي 670 كم (420 ميل). سُمي المُصطلح بهذا الاسم نسبةً إلى عالم الزلازل، هوغو بينيوف من معهد كاليفورنيا للتقنية وكيو واداتي من وكالة الأرصاد الجوية اليابانية، الذين اكتشفوا المناطق بشكل مستقل.